# Villa Magna
Villa Magna è una grande villa romana situata nel territorio del comune di Anagni (provincia di Frosinone), al confine con il territorio del comune di Sgurgola. La villa si trova nella valle del Sacco, ai piedi del monte Giuliano (monti Lepini). Il toponimo di "Villamagna" della località è dovuto al persistere del ricordo locale della presenza di una grande villa imperiale (II-V secolo), occupata successivamente dal monastero di San Pietro a Villamagna (IX-XIII secolo).

## Storia
La villa fu costruita in origine probabilmente nel II secolo, sotto Adriano. Marco Aurelio descrive in una lettera del 144-145 a Frontone, suo tutore, la sua visita di due giorni nella residenza, dove si trovava anche l'imperatore Antonino Pio, suo padre adottivo.
Sotto Settimio Severo, nel 207, fu lastricata la strada che da Anagni conduceva alla villa, come attesta un'iscrizione oggi conservata nella cattedrale di Anagni.
Dopo l'abbandono le rovine della villa furono a più riprese occupate da piccoli insediamenti produttivi (VI e IX secolo).
Un documento del 976 descrive la fondazione del monastero di San Pietro sul sito, da parte di tre nobili di Anagni.
Il monastero venne soppresso nel 1297 da papa Bonifacio VIII e i resti vennero usati come fortilizio per una piccola guarnigione: nei documenti è citato come castrum (1301 e 1333), di cui è successivamente attestata la rovina (castrum dirutum) in un documento del 1478 e l'incendio (VIllamagna combusta est) nel 1498..
I resti furono visitati nel Settecento da Gavin Hamilton, che menzionò la presenza di alcune statue.
A partire dal 2006 il sito è stato oggetto di scavo archeologico da parte del Museo di archeologia e antropologia (sezione mediterranea) dell'Università della Pennsylvania, della British School at Rome, della International Association for Classical Studies e della Soprintendenza per i beni archeologici del Lazio. Lo scavo è stato diretto da Elizabeth Fentress, Andrew Wallace Hadrill e Sandra Gatti. Gli scavi hanno permesso di rimettere in luce una cantina per il vino che era anche riccamente ornata di marmi, il quartiere degli schiavi e una serie di insediamenti e cimiteri del periodo altomediovale.

## Descrizione
I resti della villa romana si estendono per circa 17 ettari.

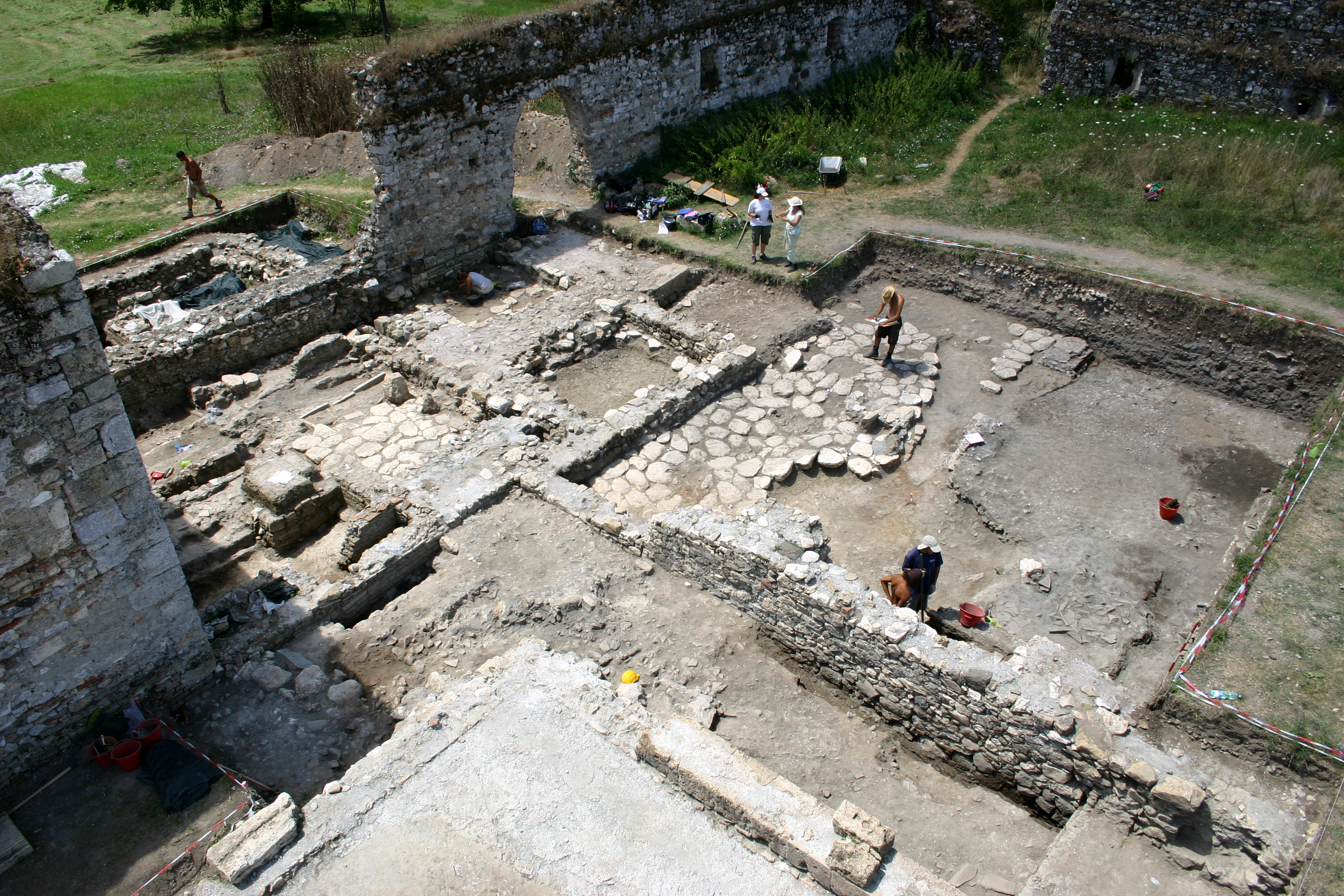
Scavo presso la chiesa di San Pietro a Villamagna (2009)

A nord-est era presente un vasto peristilio appartenente alla villa, sul cui lato meridionale si installò la chiesa del monastero di San Pietro a Villa Magna, di cui sono ancora in piedi le pareti. Negli scavi archeologici sono stati rinvenuti in questa zona i resti delle successive rioccupazioni delle strutture romane con numerose sepolture (VI secolo, IX secolo e monastero). La chiesa, ricostruita nel VI secolo con l'aggiunta di un nartece sopra un precedente edificio di tardo IV-V secolo, fu arricchita con un campanile e da un chiostro, con ampia cisterna sotterranea.
Verso sud si succedevano altre strutture, in parte occupate da un casale ottocentesco. Lo scavo in corrispondenza del casale ha restituito le cantine dove si pigiava l'uva e dove il vino era invecchiato in dolia interrati nel pavimento.  Gli ambienti avevano una ricca decorazione in marmo che ha permesso di ipotizzare un loro uso non solamente funzionale, forse legato alle celebrazioni imperiali della festa dei Vinalia.
A nord della cantina è stato scavato un edificio costruito nel III secolo e in uso fino al terzo quarto del V secolo. L'edificio è costituito da due ali separate da un corridoio scoperto, ciascuna con una serie di piccoli ambienti, pavimentati in terra battuta e in alcuni casi con piccoli doli interrati. Si tratta probabilmente delle stanze degli schiavi che lavoravano nella villa, tra cui, in base ai materiali rinvenuti, si ipotizza anche un'ampia presenza femminile. 
L'edificio era fiancheggiato sul lato sud da un porticato lungo una strada pavimentata con basoli, privo di accessi dagli ambienti interni.
Ad est della strada moderna si trovano altri ambienti, forse pertinenti ad un piccolo complesso termale e cisterne.